# Царе небески
Царе небески (грч. Βασιλεῦ Οὐράνιε) је кратка хришћанска, православна молитва Светом духу.
Молитва на српском језику гласи:
| „ | Царе небески, Утешитељу, Душе Истине, који си свуда присутан и све испуњаваш, Ризнице добара и Даваоче живота, дођи и усели се у нас и очисти нас од сваке нечистоте и спаси, Благи, душе наше. | ” |